# 1177
1177 (MCLXXVII) fue un año común comenzado en sábado del calendario juliano.

## Acontecimientos
- 23 de julio: Paz de Venecia entre el papado y sus aliados, las ciudades de la Liga Lombarda, y el emperador Federico I Barbarroja.
- 21 de septiembre: en Cuenca (España), el rey Alfonso VIII de Castilla, después de un asedio de casi nueve meses, conquista la localidad musulmana.
- 19 de noviembre (27/10 del primer año de Jisho): en la Prefectura de Nara (Japón) a las 2:00 (hora local) se registra un terremoto de 6,3 grados de la escala sismológica de Richter.
- 25 de noviembre: cerca de Ramla (Palestina), Balduino IV (rey de Jerusalén, afectado por la lepra) vence a Saladino en la batalla de Montgisard.

## Nacimientos
- Balduino V, rey hierosolimitano, sobrino de Balduino IV.